# Realm of Chaos
Realm of Chaos (med undertitel Slaves to darkness) är det andra albumet av bandet Bolt Thrower och gavs ut på Earache records 1989. 2005 släpptes en ny utgåva av albumet vilken bandet uppmanar sina fans att inte köpa eftersom albumet gavs ut på nytt utan deras samtycke. Titeln är lånad från en regelbok utgiven av Games-Workshop till spelen Warhammer Fantasy Battle och Warhammer 40,000. Flera av låtarna har titlar och texter som är direkta referenser till Warhammer 40,000.

## Låtlista
1. Intro – 1:17
2. Eternal War – 2:08
3. Through the Eye of Terror – 4:22
4. Dark Millennium – 2:59
5. All that Remains – 4:39
6. Lost Souls Domain – 4:13
7. Plague Bearer – 2:54
8. World Eater – 4:55
9. Drowned in Torment – 3:04
10. Realm of Chaos – 2:50
11. Prophet of Hatred (bonusspår) – 3:52
12. Outro – 0:59

Total Längd: 38:12